# Immeuble Au Blan Lévrié
L'immeuble Au Blan Lévrié appelé aussi maison ou hôtel Au Blanc Lévrier est un immeuble construit en 1530 et situé dans la ville de Mons en province de Hainaut (Belgique). 
L'immeuble est classé comme monument le 29 mai 1952 et repris sur la liste du patrimoine exceptionnel de la Région wallonne depuis 2016.

## Localisation
La maison est située dans la partie sud de la Grand-Place de Mons, au no 35, à proximité de la rue de la Chaussée et de la rue de la Coupe.

## Historique
Cet hôtel particulier a été réalisé en 1530 pour Jean le Bouvier et la famille Malapert. Il s'adosse à l'ancienne muraille comtale du XIIe siècle.
En 1975, les architectes A. Godart et O. Dupire ont été chargés de l'aménager pour une banque. Ils procédèrent au déshabillage intérieur complet des volumes et au levé précis de l'ensemble ainsi dégagé, avant de définir le projet de restauration. La façade a pu être entièrement restaurée telle qu'elle était, parfois (comme en bas) en prolongeant le dessin des moulures restées intactes dans le haut des colonnes. Ou également pour le fenestrage impossible, lui, à reconstituer tel qu'il était vu l'absence d'indices. Dès lors, « Le choix s'est orienté vers une solution contemporaine discrète, n'apparaissant qu'en seconde analyse: il s'agit de châssis en acier dont les profilés sont les plus minces. » Impression encore renforcée par la façon dont a été traitée la porte d'entrée.

## Description
L'immeuble réalisé dans le style gothique compte quatre travées et trois niveaux (deux étages) et est entièrement bâti en pierre calcaire. Toutes les baies des deux niveaux inférieurs sont surmontées par des arrs de décharge brisés ornés et moulurés. L'inscription en lettres majuscules AV BLAN LEVRIE apparaît deux fois au-dessus des linteaux des travées centrales du rez-de-chaussée de la façade. Ces inscriptions sont surmontées par des sculptures de lévriers. Le lévrier de gauche est assis tandis que celui de droite est sur quatre pattes. Plusieurs blasons figurent aussi sur cette façade.

## Galerie

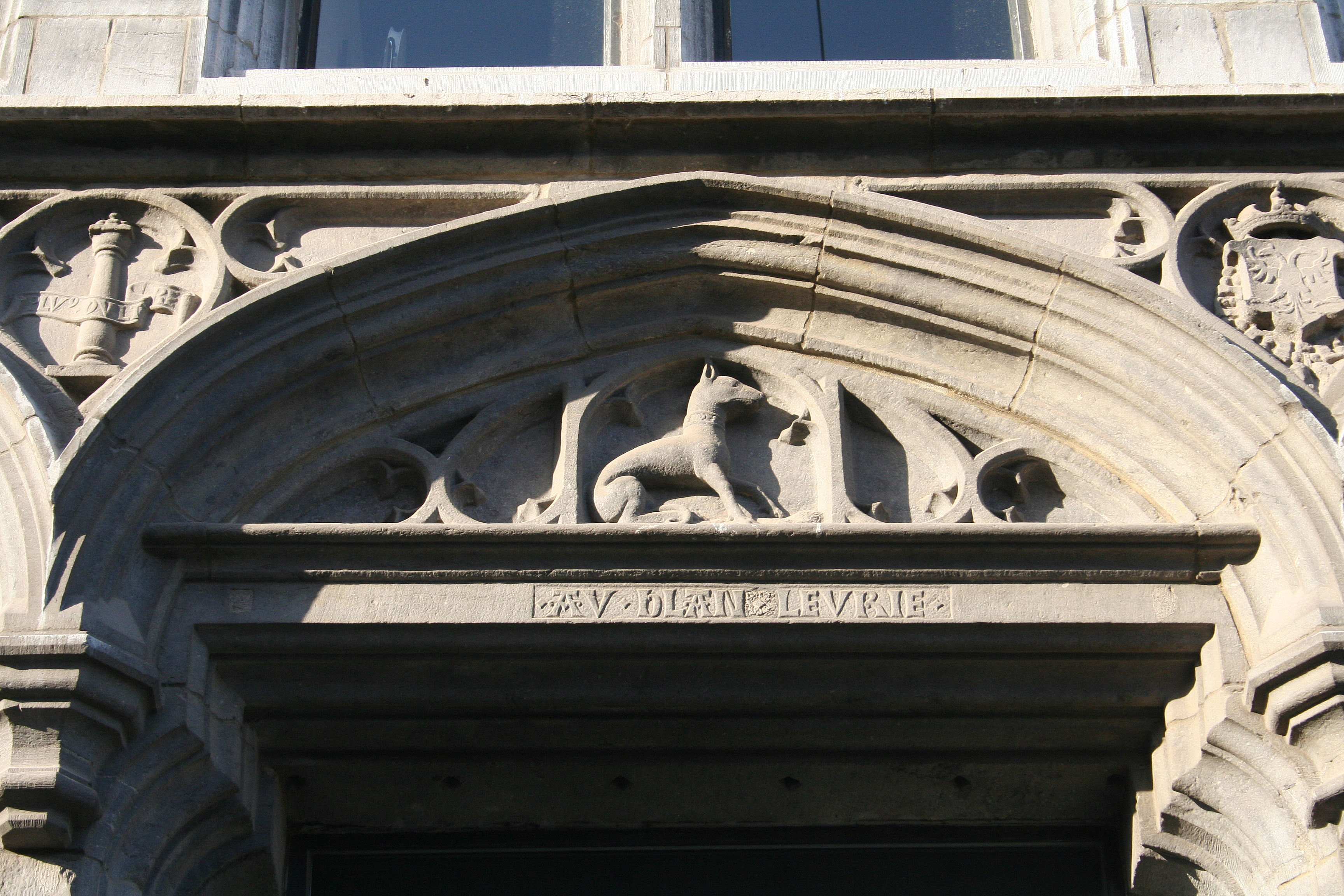
Le lévrier assis
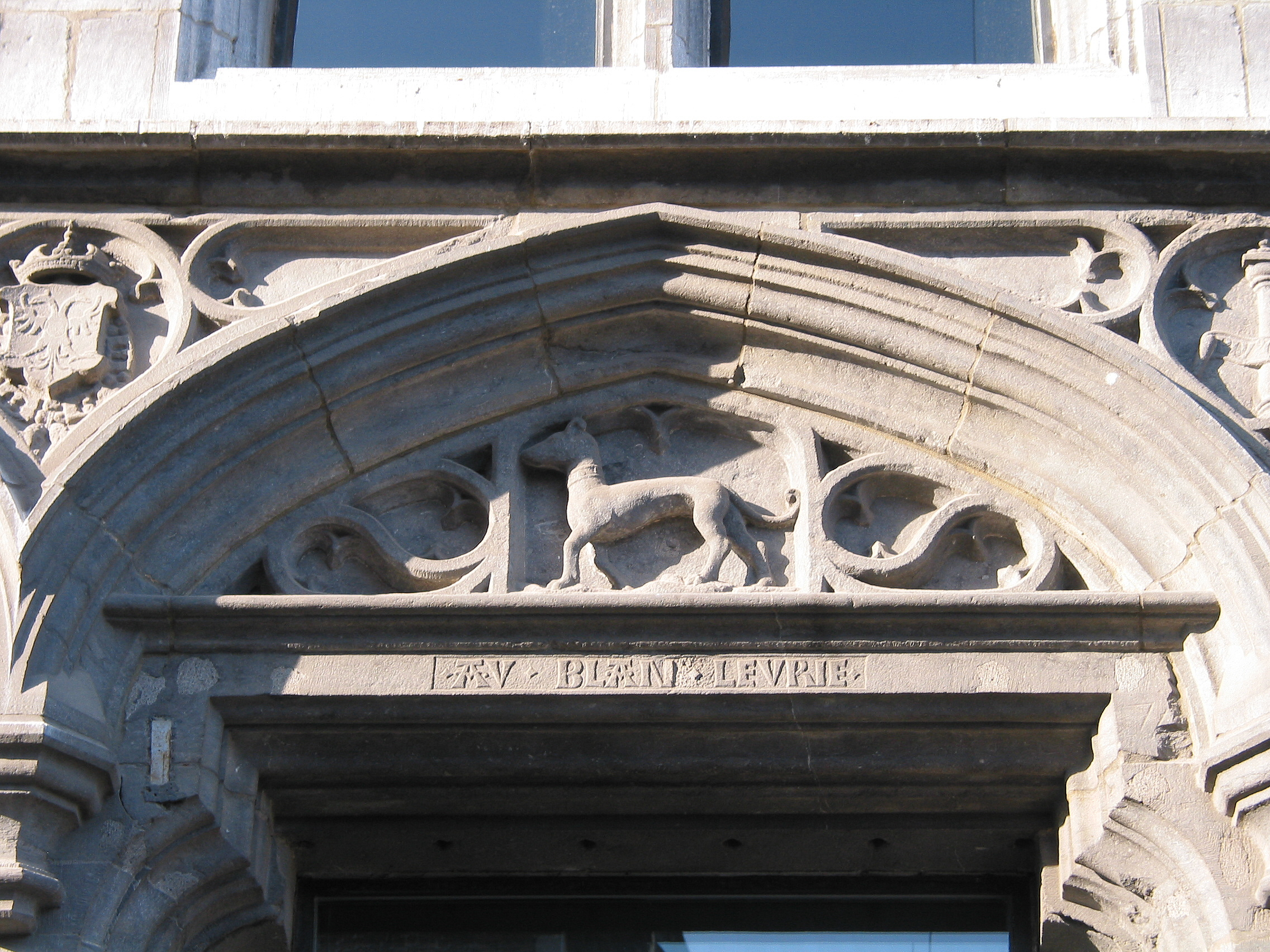
Le lévrier sur quatre pattes